# Gudea amb el got que raja
Gudea amb el got que raja és una escultura del segle XXII abans de la nostra era de Mesopotàmia, que representa al governador Gudea. Es troba encara en poder del Museu del Louvre (París), amb el codi AO 22126.

## Descripció
L'escultura representa a Gudea, que fou patesi (‘governador’) de la regió de Lagaix entre el 2144 i el 2124 abans de la nostra era.
Es representa dempeus, amb un got a les mans. Del got, símbol de la fecunditat, brolla aigua amb petits peixos; el líquid està representat amb ones tallades en la pedra. Gudea duu roba sacerdotal, capell i túnica. Damunt el vestit hi ha un text gravat en escriptura cuneïforme. És una dedicatòria a la dea Geshtinanna, esposa de Nigishzzida, el déu tutelar de Gudea.

## Història
Tallada per al Temple E-ninnu de la ciutat de Ngirsu, l'indret sagrat del déu patró de Lagaix, Girsu o Ninurta.
En el període grec selèucida, el temple fou arrasat i sobre les seues ruïnes s'alçà una fortalesa. Les estàtues de Gudea foren mutilades i llançades als fossats dels fonaments. Se'n recuperaren en les excavacions del segle XIX i XX
Aquesta estàtua es va trobar el 1926 en una excavació arqueològica clandestina en l'actual Telloh. L'estàtua de Gudea amb el got que raja la va adquirir el Museu del Louvre el 1967, se l'emportaren al Louvre i encara forma part de la seua col·lecció d'art babilònic.